# Max-Planck-Gymnasium (Trier)

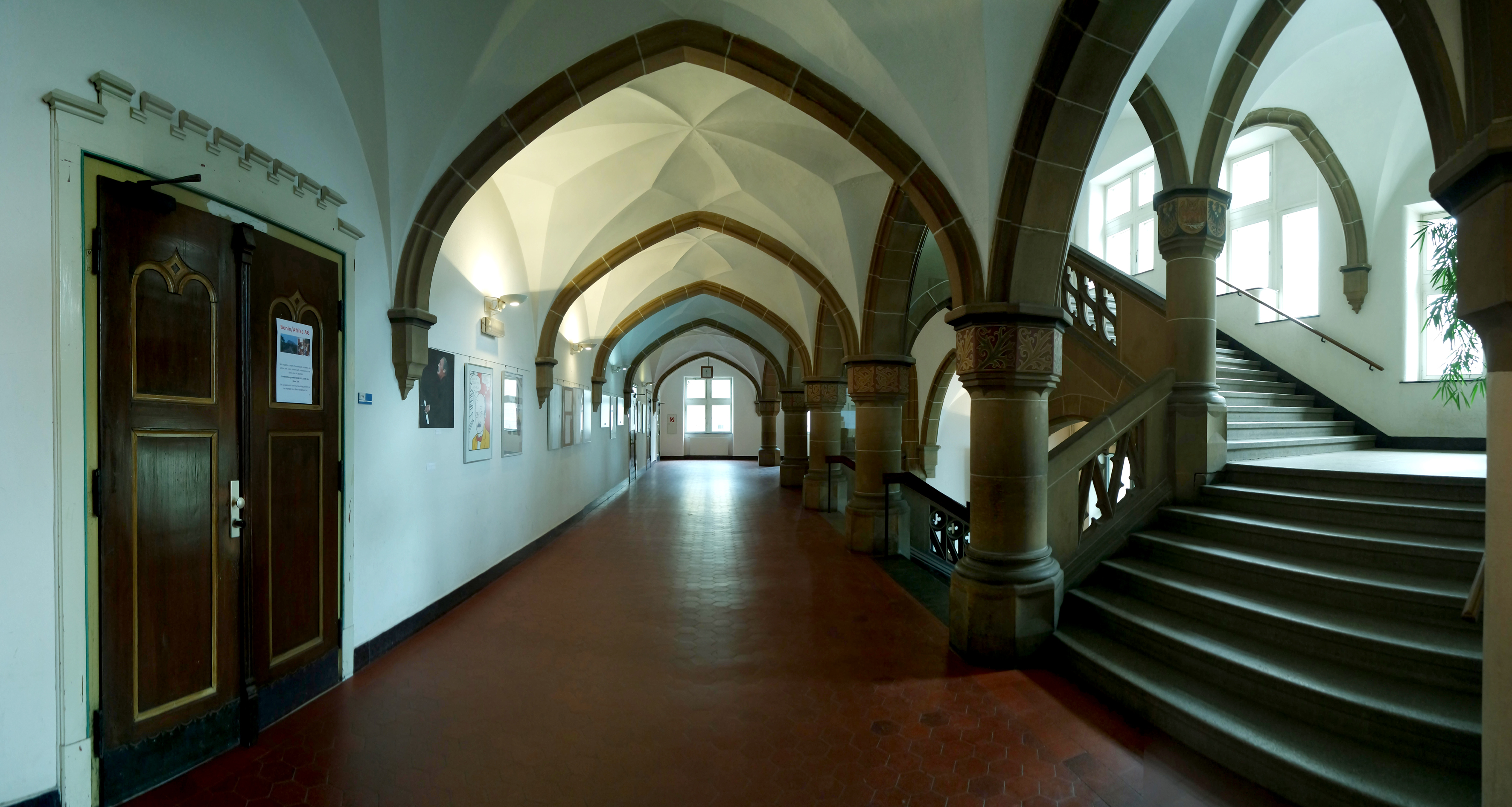
MPG Trier, Altbau

Das Max-Planck-Gymnasium – meist abgekürzt als MPG – ist ein Gymnasium in der rheinland-pfälzischen Stadt Trier mit mathematisch-naturwissenschaftlichem Schwerpunkt.

## Heutiges Profil der Schule
Seit Herbst 2003 ist das MPG eine MINT-EC-Schule und damit Mitglied im Verein mathematisch-naturwissenschaftlicher Excellence-Center an Schulen. Daher erhalten die Schüler des Gymnasiums stundenmäßig verstärkten Unterricht in Mathematik (stets vier Wochenstunden in der Sekundarstufe 1) und im Fach „Naturwissenschaften“ in Klasse 5 und 6. Ferner absolvieren sie in allen Naturwissenschaften in der Sekundarstufe 1 (Klassen 5–10) ein verpflichtendes Laborpraktikum. In der 9. Klasse kann zudem Informatik als freiwilliges Wahlfach belegt werden. Insgesamt erzielt die Schule regelmäßig Erfolge bei Wettbewerben wie Jugend Forscht, der Mathematikolympiade oder Leben mit Chemie.
Die Schule bietet in der fünften Klasse die Wahl zwischen Englisch- und Französisch-Unterricht, in der 6. Klasse folgen als Wahlpflichtfach Englisch/Französisch/Latein als zweite Fremdsprache. In der 9. Klasse besteht die Möglichkeit, freiwillig eine dritte Fremdsprache (Latein/Spanisch/Russisch/Französisch) zu belegen (Stand 2017). Schüleraustausche hat das MPG mit England, Schottland, Frankreich, Russland, Island und Spanien organisiert. Im Schuljahr 2017/18 wurde erstmals eine bilinguale Klasse in den Naturwissenschaften eingerichtet.
Das MPG bietet auch eine „Sportklasse“ an, deren sportlich begabte Schüler von Klasse 5 bis 8 verstärkten Sportunterricht haben; in der 7. und 8. Klasse stehen Spezialisierungen wahlweise in den Bereichen Fußball, Handball, Basketball, Rudern oder Leichtathletik auf dem Programm. Schon seit einigen Jahren erreichen MPG-Schüler wiederholt vordere Plätze bei Jugend-Sportwettbewerben.
In der 5. und 6. Klasse können Schüler der Bläserklasse seit 2003 im Klassenverband ein Blasinstrument erlernen und damit im Klassenensemble musizieren.
In der Sekundarstufe I hat das MPG seit 2007/2008 viermal pro Woche ein Ganztagesangebot. Dazu gehören neben einem Mittagessen in der gemeinsamen Mensa mit dem AVG Trier Arbeitsgemeinschaften und eine Lernzeit, in der die Hausaufgaben erledigt werden sollen.
Der Unterricht in der Oberstufe (Mainzer Studienstufe, kurz MSS) ist, wie in Rheinland-Pfalz üblich, in einem System aus Grund- und Leistungskursen organisiert. Auch hier zeigt sich der naturwissenschaftliche Schwerpunkt.
Seit Juni 2015 ist das MPG zudem „Fairtrade-School“.

## Geschichte
Die Schule wurde 1822 – zu preußischer Zeit – als Bürgerschule für Jungen gegründet, das heißt, sie sollte die Jungen für praktische Berufe, nicht aber zum Hochschulstudium ausbilden. 1896 wurde sie unter dem Namen Kaiser-Wilhelm-Gymnasium zu einem Gymnasium; das bereits bestehende „Königlich-preußische Gymnasium“ änderte daraufhin noch im gleichen Jahr, um Verwechslungen zu vermeiden, seinen Namen zum noch heute gültigen „Friedrich-Wilhelm-Gymnasium“ um. Am 15. Mai 1948 erfolgte die Umbenennung in Max-Planck-Gymnasium.
Bis 1997 machten insgesamt 5038 Schüler an der Schule ihr Abitur.
Am 11. Januar 2014 feierte die Schule 100-jähriges Jubiläum am jetzigen Standort in der Sichelstraße 3.

## Persönlichkeiten

### Lehrer
- Theodor Asholt (* 8. Mai 1890; † 30. Januar 1969)
- Nikolaus Bares (* 14. Januar 1871; † 1. März 1935)
- Josef Heckenbach (* 28. September 1887)
- Manfred May (* 1937; † Februar 2014)[18][19]
- Hans-Joachim Kann (* 4. April 1943; † 20. August 2015)
- Edwin Klein (* 19. Juni 1948)
- Ernst Klement (* 10. Mai 1914; † 12. Februar 2002)

### Schüler
- Ernst Isay (1880–1943),  Jurist
- Wilhelm Boden (1890–1961),  Jurist
- Johannes Hoffmann (1890–1967), saarländischer Ministerpräsident
- Gerhard Schröder (1910–1989), deutscher Außenminister
- Josef Ludes (1912–1985), Verwaltungsbeamter und Landtagsabgeordneter
- Wilhelm Silvanus (1927–1999), Kommunalpolitiker
- Franz-Josef Heyen (1928–2012), Historiker und Archivar
- Heinz Cüppers (1929–2005), Archäologe
- Franz Grundheber (* 1937), Opern- und Kammersänger
- Bertrand Adams (* 1953), Kommunalpolitiker und Landtagsabgeordneter
- Gert Zender (* 1960), Verwaltungsjurist
- Patrick Wagner (* 1961), Historiker
- Ralf van Bühren (* 1962), Kunsthistoriker und Kirchenhistoriker
- Uwe Maibaum (* 1962), Kirchenmusiker
- Guildo Horn alias Horst Köhler (* 1963), Musiker
- Tobias Scharfenberger (* 1964), Opernsänger (Bariton)
- Jochen Böhler (* 1969), Historiker
- Frank Dellé (* 1970), Musiker
- Lothar Kittstein (* 1970), Historiker und Dramaturg
- Annika Krump alias AnniKa von Trier (* 1970), Performancekünstlerin, Liedermacherin und Buchautorin
- Thomas Uwer (* 1970), Jurist und Journalist
- Dirk Hübner (* 1976), Maschinenbauingenieur
- Jan Thielmann (* 2002), Fußballspieler[20]

## Weiterführende Literatur
- Bernd Raussen: Chronik des Max-Planck-Gymnasiums (ehemals Kaiser-Wilhelm-Gymnasium) vom Schuljahr 1913/14 bis zum Schuljahr 1931/32: ein Beitrag zur Schulgeschichte. In: Staatliches Max-Planck-Gymnasium (Trier): Jahrbuch. 1990/93, S. 21–50 (T. 1).